# 마르마두케 그로베 바예호

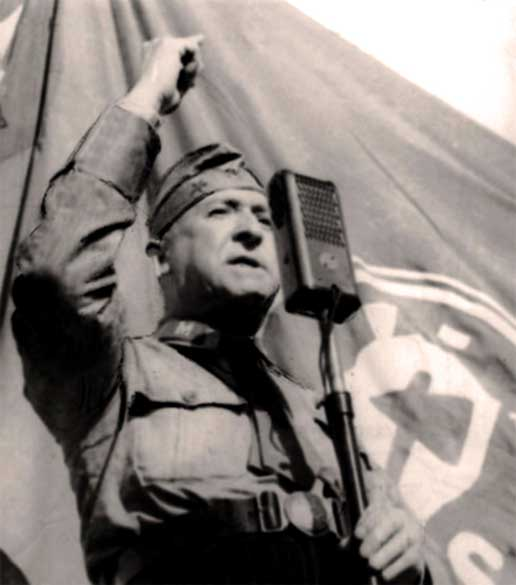

마르마두케 그로베 바예호(스페인어: Marmaduke Grove Vallejo, 1878년 6월 6일 - 1954년 5월 15일)는 칠레의 공군장교, 정치인이다. 1932년 칠레 사회주의공화국 행정평의회 평의원을 역임했다.
1932년 선거에서 사회주의 진영의 대권후보로 추대되었으나 2위에 그쳐 낙선했다.